# Loni Anderson
Loni Kaye Anderson (Saint Paul (Minnesota), 5 augustus 1945 – Los Angeles (Californië), 3 augustus 2025) was een Amerikaanse actrice, meest bekend door haar rol als Jennifer Marlowe in de komedieserie WKRP in Cincinnati. Ze was van 1988 tot 1993 getrouwd met Burt Reynolds. In 2008 is zij getrouwd met muzikant Bob Flick.
Anderson had twee kinderen. Haar biografie My Life in High Heels kwam uit in 1997.
Anderson overleed op 3 augustus 2025 op 79-jarige leeftijd.

## Filmografie (selectie)
- WKRP in Cincinnati (1978-1982)
- Stroker Ace (1983)
- Munchie (1992)
- Nurses (1993-1994)
- Empty Nest (1993)
- 3 Ninjas: High Noon at Mega Mountain (1998)
- A Night at the Roxbury (1998)

## Prijzen en nominaties
- Emmy Award
  - 1980: Genomineerd - Beste vrouwelijke bijrol (voor WKRP in Cincinnati)
  - 1981: Genomineerd - Beste vrouwelijke bijrol (voor WKRP in Cincinnati)
- Golden Globes
  - 1980: Genomineerd - Beste vrouwelijke bijrol (voor WKRP in Cincinnati)
  - 1981: Genomineerd - Beste vrouwelijke bijrol (voor WKRP in Cincinnati)
  - 1982: Genomineerd - Beste vrouwelijke bijrol (voor WKRP in Cincinnati)